# Liste des maires de Visker

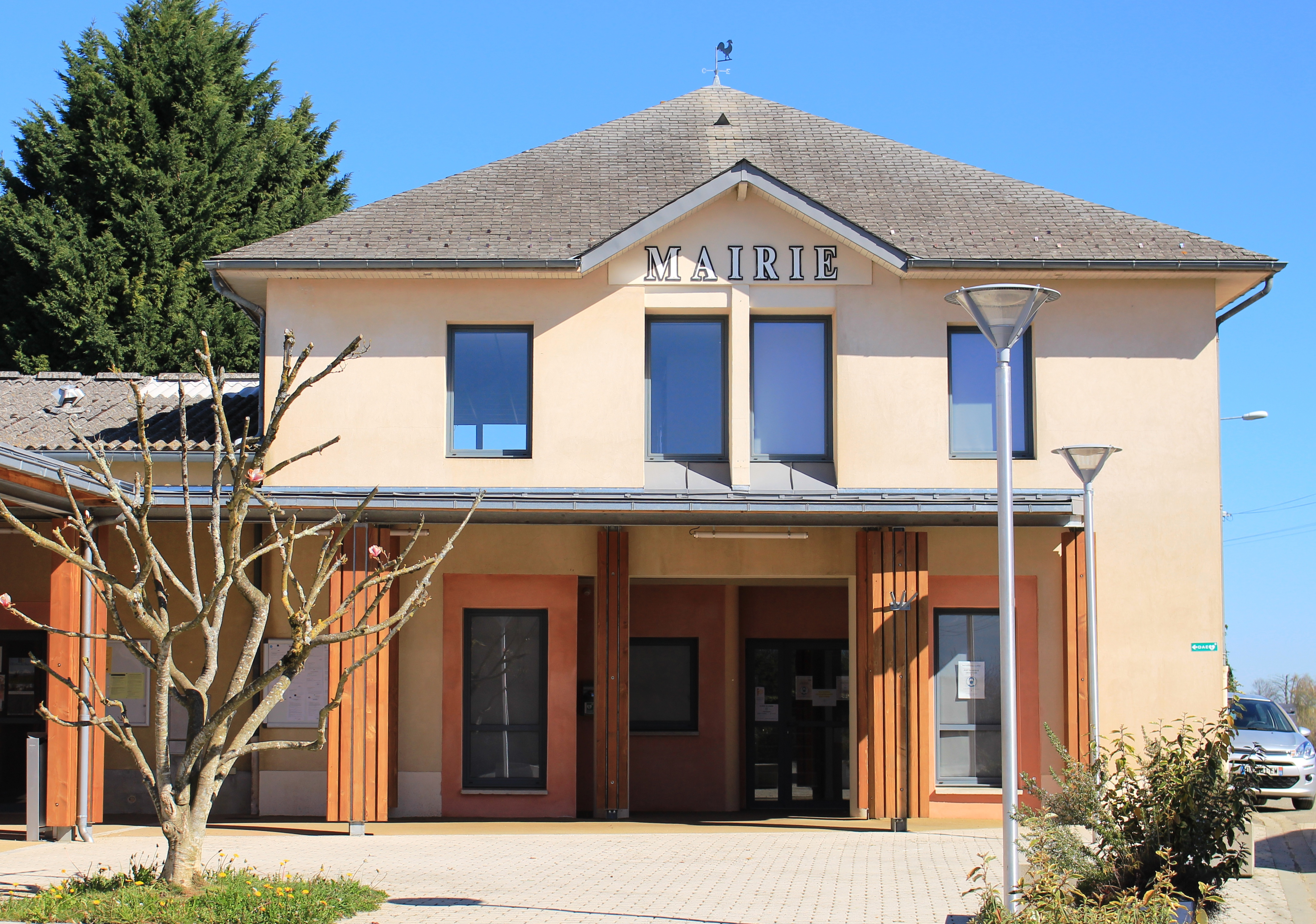
La mairie en 2021.

## Liste des maires
| Période                                  | Période   | Identité         | Étiquette | Qualité |
| ---------------------------------------- | --------- | ---------------- | --------- | ------- |
| Les données manquantes sont à compléter. |           |                  |           |         |
| 1942                                     | mars 1977 | Jean Marie Pomes |           |         |
| mars 1977                                | mars 1995 | André Domec      |           |         |
| mars 1995                                | mars 2001 | André Bertranne  |           |         |
| mars 2001                                | mars 2008 | Jean Duco        |           |         |
| mars 2008                                | en cours  | Maryse Verdoux   |           |         |